# Памятник славы и мученичества
Памятник Славы и Мученичества (араб. مقام الشهيد‎) — монумент, установленный в г. Алжире в честь павших в войне за независимость Алжира 1954—1962 гг.
Торжественно открыт 5 июля 1982 в годовщину 20-летия независимости Алжира. Автор памятника — польский скульптор Марьян Конечны.

## Описание
Общая высота памятника — 92 метра. Памятник состоит из трёх стилизованных 14-метровых железобетонных пальмовых листьев, хранящих находящийся посредине Вечный огонь, склеп с останками павших борцов, амфитеатр и музей Эль-Муджахид (подземный). Рëбра, опирающиеся друг на друга, сходятся у вершины, выполненной в форме исламской башни с диаметром 10 метров и высотой 7,6 метра, увенчанной 6-метровым куполом, где находится смотровая площадка. У подножья каждого листа установлена скульптура алжирского солдата, символизирующая борьбу за независимость своей страны.
Сооружëн канадской компанией Lavalin, архитектурная модель создана в Институте изящных искусств в Алжире под руководством архитектора Башира Йеллеса.